# Jan Gudmundsson
Jan Gudmund Gudmundsson, född 19 maj 1938 i Helsingborg, död 3 maj 2022 i Uppsala, var en svensk författare och läkare.
Gudmundsson är begravd på Uppsala gamla kyrkogård.

## Priser och utmärkelser
- 1995 – Lundequistska bokhandelns litteraturpris